# Crnogorska republička nogometna liga 1963./64.
Ovaj članak je podtema članka: Nogometno prvenstvo Jugoslavije – 3. ligaški rang 1963./64.

Republička liga Crne Gore (Crnogorska republička nogometna liga) je bila liga trećeg stupnja nogometnog prvenstva Jugoslavije u sezoni 1963./64. 
 
Sudjelovalo je 10 klubova, a prvak je bio "OFK Titograd" iz današnje Podgorice. 

## Ljestvica
| mj. | klub                   | ut. | pob. | ner. | por. | gol+ | gol- | bod |
| --- | ---------------------- | --- | ---- | ---- | ---- | ---- | ---- | --- |
| 1.  | OFK Titograd           | 18  | 12   | 5    | 1    | 42   | 11   | 29  |
| 2.  | Lovćen Cetinje         | 18  | 12   | 4    | 2    | 43   | 12   | 28  |
| 3.  | Rudar Pljevlja         | 17  | 10   | 2    | 5    | 35   | 26   | 22  |
| 4.  | Bokelj Kotor           | 18  | 9    | 3    | 6    | 42   | 23   | 21  |
| 5.  | Jedinstvo Bijelo Polje | 17  | 7    | 4    | 6    | 36   | 28   | 18  |
| 6.  | Iskra Danilovgrad      | 18  | 4    | 5    | 9    | 26   | 41   | 13  |
| 7.  | Gorštak Kolašin        | 18  | 5    | 2    | 11   | 26   | 35   | 12  |
| 8.  | Ivangrad               | 18  | 4    | 4    | 10   | 20   | 45   | 12  |
| 9.  | Brskovo Mojkovac       | 18  | 4    | 4    | 10   | 22   | 53   | 12  |
| 10. | Zeta Golubovci         | 18  | 4    | 3    | 11   | 24   | 42   | 11  |

- ljestvica bez rezultata jedne utakmice
- Ivangrad – tadašnji naziv za Berane
- Titograd – tadašnji naziv za Podgoricu
- "Ivangrad" – također naveden i kao "OFK Ivangrad"

## Rezultatska križaljka
| kratica | klub                   | BOK | BRS | GOR | ISK | IVA | JED | LOV | OFKT | RUD | ZETA |
| --- | ---------------------- | --- | --- | --- | --- | --- | --- | --- | ---- | --- | ---- |
| BOK | Bokelj Kotor           |     |     |     |     |     |     |     |      |     |      |
| BRS | Brskovo Mojkovac       |     |     |     |     |     |     |     |      |     |      |
| GOR | Gorštak Kolašin        |     |     |     |     |     |     |     |      |     |      |
| ISK | Iskra Danilovgrad      |     |     |     |     |     |     |     |      |     |      |
| IVA | Ivangrad               |     |     |     |     |     |     |     |      |     |      |
| JED | Jedinstvo Bijelo Polje |     |     |     |     |     |     |     |      |     |      |
| LOV | Lovćen Cetinje         |     |     |     |     |     |     |     |      |     |      |
| OFKT | OFK Titograd           |     |     |     |     |     |     |     |      |     |      |
| RUD | Rudar Pljevlja         |     |     |     |     |     |     |     |      |     |      |
| ZETA | Zeta Golubovci         |     |     |     |     |     |     |     |      |     |      |
| |                        |     |     |     |     |     |     |     |      |     |      |
| podebljan rezultat - utakmice od 1. do 9. kola (1. utakmica između klubova) rezultat normalne debljine - utakmice od 10. do 18. kola (2. utakmica između klubova) rezultat nakošen - nije vidljiv redoslijed odigravanja međusobnih utakmica iz dostupnih izvora rezultat nakošen i smanjen * - iz dostupnih izvora nije uočljiv domaćin susreta prekrižen rezultat - poništena ili brisana utakmica p - utakmica prekinuta 3:0 p.f. / 0:3 p.f. - rezultat 3:0 bez borbe n.i. - nije igrano |                        |     |     |     |     |     |     |     |      |     |      |

 Izvori: 